# Asta Laksmí
Astalaksmí ―también deletreado como Ashta Lakshmí― es un grupo de ocho diosas hinduistas, manifestaciones secundarias de Laksmí (la diosa hindú de la fortuna), que presiden ocho fuentes de fortuna.
En los templos, las Asta Laksmí siempre se representan y adoran en grupo.
- aṣṭalakṣmī, en el sistema AITS (alfabeto internacional para la transliteración del sánscrito).
- अष्टलक्ष्मी, en escritura devanagari del sánscrito.
- Pronunciación: /áshta lakshmí/.[2]
- Etimología: aṣṭa: ‘ocho’; y lakṣmī: ‘buena fortuna, belleza’[2] En el contexto de las Asta Laksmí, el término «riqueza» significa prosperidad, buena salud, conocimiento, fuerza, progenie y poder.[3]

## Nombres y poderes
La oración Sri Laksmí asta stotram enumera a las Asta Laksmí de la siguiente manera:
- Adi Laksmí (en sánscrito: आदि लक्ष्मी, Ādi Lakṣmī, ‘la Lakshmí original’): una antigua forma de Laksmí[3] y encarnación de Laksmí como hija del sabio Bhrigu.[3]
  - Majá Laksmí (en sánscrito: महा लक्ष्मी, Mahā Lakṣmī, ‘la gran Laksmí’).[3]
- Dhana Laksmí (en sánscrito: धन लक्ष्मी, Dhana Lakṣmī, ‘la Laksmí de dinero’): dadora de dinero y oro.[3]
- Dhania Laksmí (en sánscrito: धान्य लक्ष्मी, Dhānya Lakṣmī, ‘la Laksmí de las cosechas’), dadora de riquezas agrícolas.[3]
- Gaya Laksmí (en sánscrito: गज लक्ष्मी, Gaja Lakṣmī, ‘la Laksmí elefante’): fuente de la riqueza animal (como elefantes y ganado)[3] Swami Chidananda (1916-2008) la traduce como dadora de poder de realeza.[5] Según la mitología hinduista, Gaya Laksmí recuperó del océano la riqueza que había perdido Indra (rey de los semidioses).[3] Vasudha Narayanan interpreta el nombre como ‘la que es adorada por los elefantes’.[1]
- Santana Laksmí (en sánscrito: सन्तान लक्ष्मी, Santāna Lakṣmī, ‘la Laksmí de la progenie’): dadora de descendencia.[3]
- Vidiá Laksmí (en sánscrito: विद्या लक्ष्मी, Vidyā Lakṣmī, ‘la Laksmí del conocimiento’): la que otorga el conocimiento de las artes y la religión.[5]
- Virá Laksmí (en sánscrito: वीर लक्ष्मी, Vīra Lakṣmī, ‘la valerosa Laksmí’): dadora de valor en las batallas[3] y la valentía y la fuerza para superar las dificultades en la vida.[3]
  - Dhairia Laksmí (en sánscrito: धैर्य लक्ष्मी, Dhairya Lakṣmī, ‘la Laksmí del coraje’).[3]
- Yaiá Laksmí (en sánscrito: जय लक्ष्मी, Jaya Laksmí, ‘la Laksmí del éxito’):[5] dadora de victoria, no solo en las batallas sino también en los obstáculos con el fin de conquistar el éxito.[3]
  - Viyaiá Laksmí (en sánscrito: विजय लक्ष्मी, Vijaya Lakṣmī, ‘la Laksmí de la victoria’).[3]

En algunas listas se incluyen otras formas de Laksmí:
- Aísuaria Laksmí (en sánscrito: ऎश्वर्य लक्ष्मी, Aíśvarya Lakṣmī, ‘la Laksmí de la prosperidad’): la diosa de la riqueza.[3]
- Saúbaguia Laksmí (en sánscrito: सौभग्या, Saúbhāgya Lakṣmī, ‘la Laksmí dadora de buena suerte’): dadora de prosperidad en general.[5]
- Rayia Laksmí (en sánscrito: राज्य लक्ष्मी, Rājya Lakṣmī, ‘la Laksmí del reino’): la que bendice a los reyes.[6]
- Vara Laksmí (en sánscrito: वर लक्ष्मी, Vara Lakṣmī, ‘la Laksmí de las bendiciones’): la señora que otorga bendiciones.[6]

## Iconografía

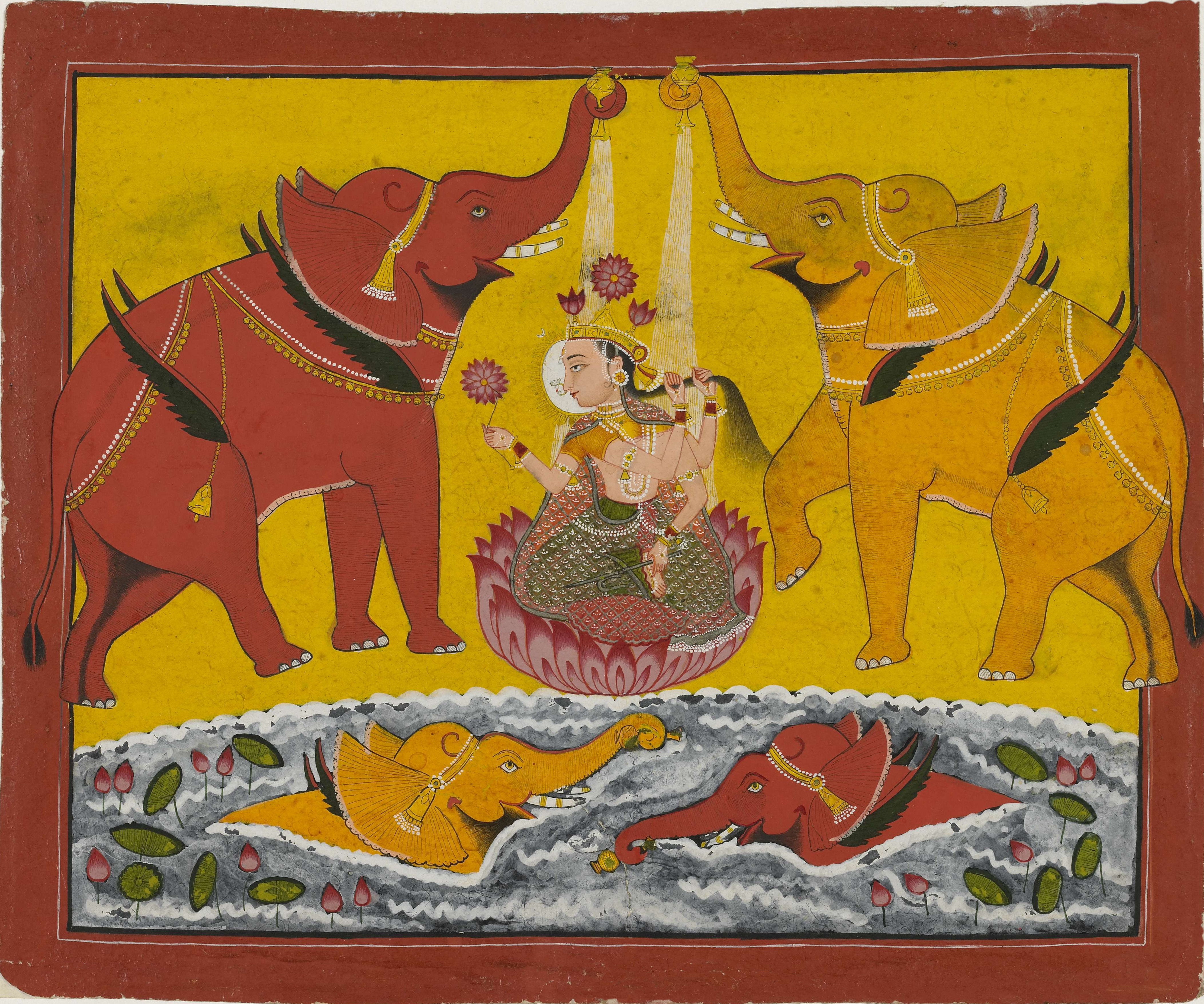
La Gaya Laksmí (la diosa de la fortuna de los elefantes) bañada por dos elefantes.

Las Asta Laksmí se representan sentadas sobre un gran loto.
- Adi Laksmí: cuatro brazos, lleva una flor de loto, una bandera blanca, a-bhaia mudrá (‘mudrá del no-miedo’) y vara-dá mudrá (‘gesto que da bendiciones’).
- Aísuaria Laksmí: vestida de blanco, cuatro brazos, lleva dos flores de loto, abhaia-mudrá y varadá-mudrá.
- Dhana Laksmí: prendas de color rojo, de seis brazos, lleva chakra (disco), shanka (concha), kalasha (jarra de agua con hojas de mango y un coco en ella) o amrita kumbha (una jarra que contiene a-mrita ‘elixir de la in-mortalidad’), arco y flecha, loto y una mano en abhaia-mudrá con monedas de oro que caen de ella.
- Dhania Laksmí: con prendas verdes, ocho brazos, lleva dos flores de loto, gada (maza) de oro, cosechas de arroz, caña de azúcar, bananas, y otras dos manos en el abhaia-mudrá y varadá-mudrá.
- Gaya Laksmí: con prendas de color rojo, cuatro brazos, lleva dos flores de loto, otros dos grupos en abhaia-mudrá y el varadá-mudrá, rodeada por dos elefantes que la bañan con kalashas (jarras de agua).
- Santana Laksmí: de seis brazos, lleva dos kalashas (jarras de agua) con hojas de mango y un coco dentro), espada, escudo, un niño en su regazo, una mano en abhaia-mudrá y la otra con el niño. El niño sostiene un loto.
- Virá Laksmí: con prendas de color rojo, ocho brazos, lleva chakra, shankha, arco y flecha, trishula (tridente) o espada, barra de oro o un libro, otras dos manos en el abhaia-mudrá y el varadá-mudrá.
- Yaiá Laksmí: prendas de color rojo, ocho brazos, lleva chakra, shankha, espada, escudo, flor de loto, pasha (lazo), otras dos manos en el abhaia-mudrá y el varadá-mudrá.